# Фильм-лига

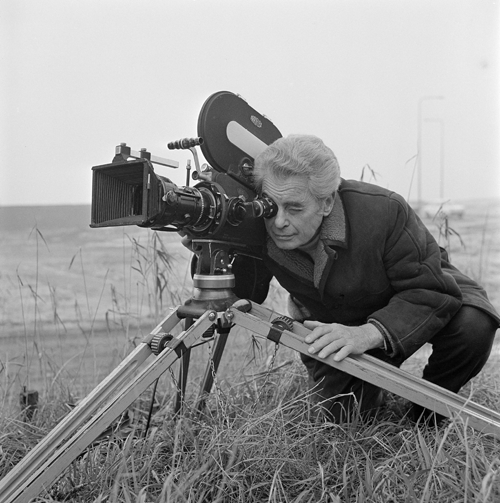
Нидерландский документалист Йорис Ивенс — наиболее известный представитель объединения «Фильм-лига»

«Фильм-лига» (нидерл. Filmliga) — нидерландское художественное объединение кинематографистов и энтузиастов кино, члены которого стремились обновить язык кино, пропагандировать экспериментальные фильмы и придать кинематографу социальную направленность. Возникло под влиянием французского « Авангарда» и экспериментального советского кино, в противовес коммерческому кинематографу, прежде всего американскому. Отделения киноклуба существовали в нескольких городах Нидерландов, а также в других странах. Данное объединение существовало с 1927 по 1933 годы, издавало кинематографический журнал «De Filmliga».

## История
В 1920-е годы во Франции возникли и получили распространение киноклубы — общественные объединения кинематографистов и любителей кино, основной задачей которых были совместные просмотры и коллективные обсуждения фильмов, изучение киноискусства. Первый киноклуб «Друзья седьмого искусства» был создан во Франции в 1920 году по инициативе кинокритика и теоретика кино Риччото Канудо, вслед за ним возник «Синеклуб» организованный Луи Деллюком, в котором по словам историка кино Жоржа Садуля собиралась «кинематографическая интеллигенция». Подобные организации любителей кино возникли и в других странах, среди наиболее известных можно назвать: «Фильм фройнде» в Германии, «Филм Арт Гилд» в США, «Фильм-клуб» в Бельгии.
Нидерландский киноклуб был основан в Амстердаме в 1927 году и получил название «Фильм-лига» (нидерл. Filmliga). Его организаторами являлись Менно тер Браак, Йорисом Ивенс, Лео Джордаан, Хенрик Шольте и Констант ван Вэссем. Своей задачей общество ставило популяризацию авангардных, экспериментальных фильмов, а также новаторского и социального кинематографа СССР. Тер Браак, один из главных идеологов киноклуба, был отрицательно настроен в отношении американской развлекательной кинопродукции, которая, по его мнению, препятствовала преобразованию кинематографа в форму искусства. В сентябре 1927 года был провозглашён манифест объединения, где декларировалось определение кинематографиста как художника, стоящего превыше всего, звучали призывы к смелому новаторству, эксперименту и «свободной дискуссии» на экране. Эстетическая программа «Фильм-лиги» в целом повторяла заявления и позицию французского «Авангарда». Для представителей обоих направлений, было характерно оценивать современное им кино, как находящееся в кризисе и даже на краю гибели. Это произошло с коммерциализацией кино, а художественные особенности и его открывающиеся богатые возможности низведены до получения дельцами прибыли. В противовес этому, от режиссёров «новой кинематографии» требовалось своеобразие и индивидуальность художественного видения; поощрялись импровизационность, наличие в картине поэтических метафор, острота и выразительность формы; ценились техничность монтажа, изысканное чувство ритма. Но были в программе «Фильм-лиги» и некоторые индивидуальные черты, которые выражались в большей сбалансированности фильма, к стремлению к высокой изобразительной культуре и правде жизни.

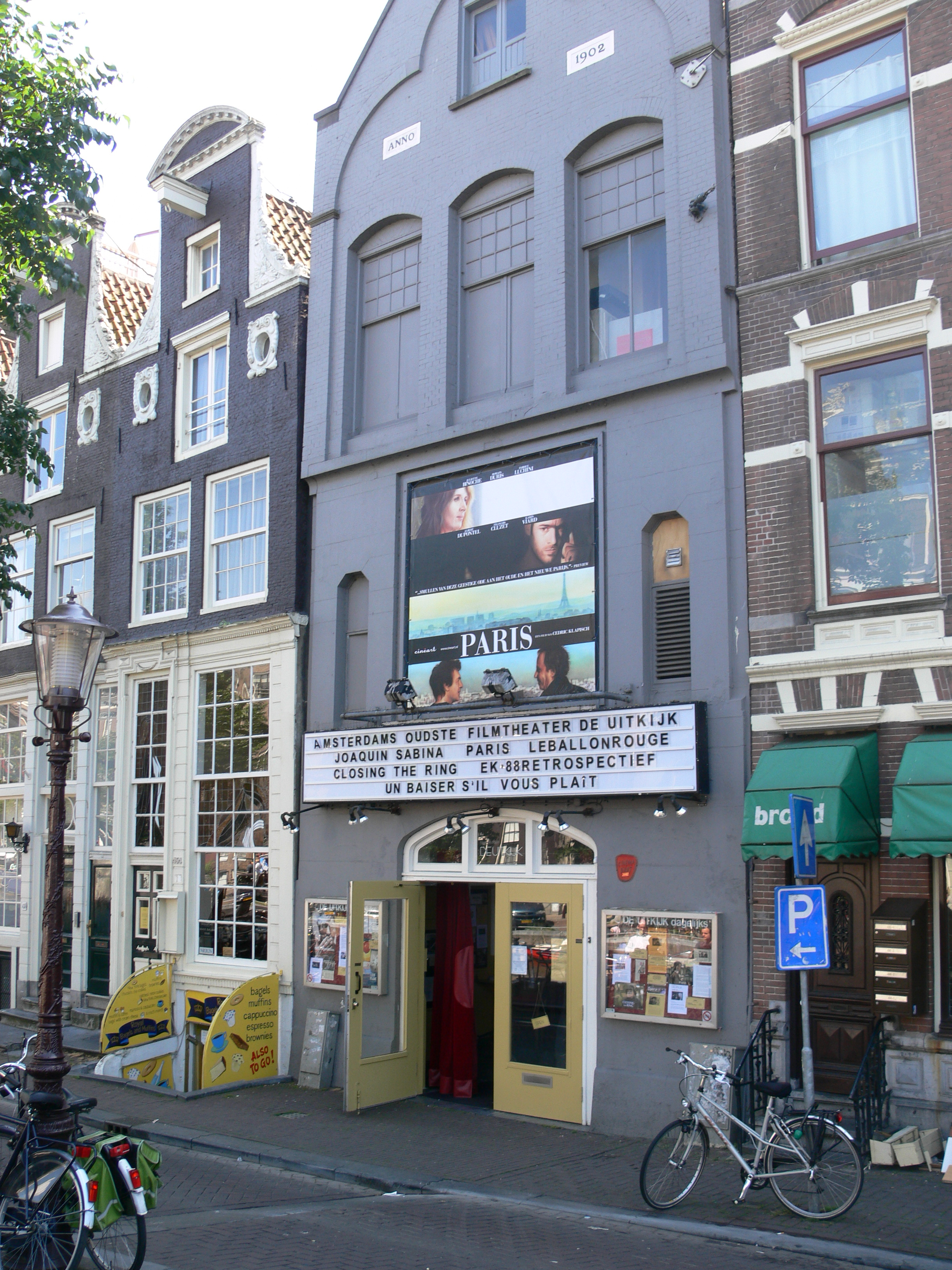
Кинотеатр «De Uitkijk» в 2008 году

Нидерландская организация пыталась донести до публики фильмы имеющие художественное значение, а также различные «экспериментальные» фильмы, которые демонстрировались на специальных вечерних показах. Кроме того, важное значение в их деятельности имело место популяризация достижений советского кино (Сергей Эйзенштейн, Всеволод Пудовкин, Александр Довженко), в которых их привлекала не только новаторская форма, монтаж, но и социальная направленность. Начиная с 1927 года в специально арендованном амстердамском кинотеатре «De Uitkijk» несколько лет проводились специализированные показы и велись оживлённые дискуссии по различным вопросам кинематографа. Амстердамское отделение «Фильм-лиги» сформировало национальную центральную администрацию, а её подразделения осуществляли свою деятельность в Роттердаме, Утрехте, Гронингене, Делфте, Гааге и Арнеме, а зарубежные отделения возникают во Франции, в Дании, Германии и других странах. Художественное объединение выпускало журнал на нескольких языках — «De Filmliga».
Со временем члены объединения и представители из их окружения стали и сами снимать фильмы основанные на общих эстетических позициях, сформировавшихся в ходе деятельности клуба. Так, режиссёр-мультипликатор и фотограф Ян Корнелис Мол (нидерл. Jan Cornelis Mol) поставил научно-популярный фильм «Кристаллизация». Студент Вильям Бон (нидерл. Willem Bon) в 1929 году снял документальный фильм «Город». Документальными работами отметились и другие представители объединения «Фильм-лига», среди которых прежде всего выделяются работы Йориса Ивенса — крупнейшего нидерландского кинематографиста первой половины XX века. В период деятельности киноклуба Ивенс, где он исполнял обязанности секретаря и технического советника, сумел снять первые свои значительные работы, привлёкшие к нему внимание — короткометражные документальные фильмы «Мост» (1928), «Дождь» (1929) и «Я–фильм» (1929), которые «были в значительной мере экспериментом, пробой сил, бывшими целиком в духе времени». Позже он писал, что близкие ему режиссёры старались сторониться «учебной сухости» и не расценивали кино как оторванное от жизни явление: «…нет, мы старались разбить реальность и вновь составить её из фрагментов так, чтобы создать искусство, в котором истина была бы ясна, упрощена и усилена, чтобы фильм направлял людей на путь более ясного мышления и побуждал их к более глубокому осознанию ответственности за создание лучшего мира». По его словам, его фильмы этого периода представляли собой «эстетические эксперименты, но они основывались на реальных вещах».  
В начале 1930-х годов «Фильм-лига» прекратила существование, но споры о её деятельности не прекратились. Так, несмотря на наличие оценок положительно оценивающих результаты работы объединения, существует точка зрения согласно которой не всё так однозначно. В этом случае указывается, что отсутствие в нидерландских кинотеатрах высокохудожественных, экспериментальных фильмов является искажением со стороны сторонников киноклуба. В частности, в то время в обычных кинотеатрах Нидерландов демонстрировались некоторые советские фильмы («Броненосец „Потёмкин“», «Октябрь» Сергея Эйзенштейна), которые могли пользоваться успехом и у рядового зрителя.